# Чешская дружина
Чешская дружина (чеш. и словац. Česká družina) — национальная воинская часть в составе Русской армии, сформированная в Киеве, в августе 1914 года, из добровольцев — чехов и словаков, проживавших на территории Российской империи.
Чешская дружина была первой национальной чешской и словацкой воинской частью, сформированной со времён поражения в битве на Белой Горе в 1620 году. Впоследствии послужила ядром образования чехословацких формирований — полка, бригады, дивизии и корпуса в России, и Чехословацкой армии в Первой Республике Чехов и Словаков.

## История
С началом войны Германской и Австро-Венгерской империй против России, в ней была объявлена мобилизация. На 1914 году в Российской империи, в различных краях (странах), проживало около 100 000 этнических чехов и словаков, по разным причинам попавших в Россию, имперского периода. По законодательству России иностранные граждане и определённые подданные не могли быть призваны на службу в вооружённые силы, но могли добровольно поступить на службу.
Уже 25 июля 1914 года, в день официального объявления войны, «Чешский национальный комитет» (ЧНК), объединявший чехов-колонистов в Российской империи, принял обращение к императору Николаю II, в котором отмечалось: «На русских чехов падает обязанность отдать свои силы на освобождение нашей родины и быть бок о бок с русскими братьями-богатырями…».
Решение о создании чешских добровольческих воинских формирований для участия в Первой мировой войне на стороне России (Антанты) было принято на антиавстрийской манифестации в Киеве 9 августа 1914 года, которую возглавил Й. Йиндржишек. 12 августа проект, предложенный созданным в ходе манифестации Чешским комитетом в Москве, был одобрен Советом министров России, а 20 августа был издан приказ по Киевскому военному округу (КВО) о сформировании батальона. За эти дни было набрано уже около 500 добровольцев. Формированием батальона руководил начальник штаба КВО генерал-лейтенант Н. А. Ходорович, командиром части был назначен подполковник Лотоцкий. Первые добровольцы были размещены в гостеприимных домах Михайловского монастыря на улице Трёхсвятительской, дом № 4 и в помещениях 1-го реального училища на Большой Житомирской, дом № 2.
С добровольцами провели встречи активисты Киевского чешского комитета — Й. Йиндржишек, З. Рейман, Ф. Зуман, Ф. Дедина и эмиссар от московской чешской общины Л. Тучек. На этих собраниях разъяснялись задачи: создание чешской армии и независимого государства. В первые дни сентября в батальон записались добровольцы из Петербурга и Москвы, затем стали приезжать чехи и словаки из различных регионов империи. 4 сентября Ходорович доложил в ставку об окончании обустройства отдельного батальона на казарменном положении. К 13 сентября было выдано обмундирование и оружие и начались учения на территории киевских парков.
По адресу улица Большая Васильковская, дом № 10а начал работу Фонд чешской дружины, основанный Обществом имени Я. А. Коменского (казначей — Отто Андерле, ревизоры — Отакар Червены и Йосеф Глос). С 1 октября 1914 года фонд собирал добровольные взносы, так называемый «военный налог»; эти средства были предназначены для помощи семьям членов батальона и для обеспечения проживания вновь прибывающих добровольцев, пансион для которых содержался на улице Львовской, дом № 4.
6 октября командование дружиной принял прибывший из Москвы подполковник Иосиф Созентович, он же привёз полотнище знамени, вышитое московскими чешками. К этому времени батальон насчитывал более 1 000 человек личного состава и состоял из 4 стрелковых и одной вспомогательной рот. В день Святого Вацлава, 11 октября, на Софийской площади Киева состоялись торжества: прибивка и освящение знамени, принятие присяги по русской воинской традиции на православном Евангелии и строевой смотр части.
9 ноября 1914 года Чешская дружина была отправлена на фронт, где по инициативе генерала Р. Д. Радко-Дмитриева личный состав Чешской дружины использовали для фронтовой разведки, так как они знали языки и менталитет германских и австро-венгерских военнослужащих. Впервые боестолкновение Дружины с австрийцами произошло у Тарнова и Радолова. В составе 48-й пехотной дивизии 3-й армии Чешская Дружина участвовала в Галицийской битве. С марта 1915 года Верховный главнокомандующий Вооружённых сил России великий князь Николай Николаевич разрешил принимать в ряды дружины чехов и словаков из числа пленных и перебежчиков военнослужащих Австро-Венгерской армии, которых было очень много. В результате к концу 1915 года дружина была развёрнута в Первый чехословацкий стрелковый полк имени Святого Вацлава (позднее, в 1917 году, по наущению полковника Константина Мамонтова, во время визита Т. Г. Масарика полк был переименован в Первый чехословацкий стрелковый полк имени Яна Гуса).

## Состав
В состав Чешской дружины (отдельного батальона) входили:
- управление;
- 1-я стрелковая рота;
- 2-я стрелковая рота;
- 3-я стрелковая рота;
- 4-я стрелковая рота;
- Вспомогательная рота.

## Командир (период)
- Николай Иосифович Лотоцкий, подполковник (08.08.1914 — 18.09.1914);
- Иосиф Валерианович Созентович, подполковник (19.09.1914 — 18.05.1915);
- Вячеслав Платонович Троянов, подполковник (20.05.1915 — 21.02.1916).

## Знамя
Полотнище знамени Чешской дружины вышили чешские и словацкие женщины из Московской общины. Оно состояло из изображений флага Чешского королевства (две горизонтальные полосы — белая и красная), дополненного вышивкой короны Святого Вацлава в центре, которая была окружена гербами Богемии, Моравии, Силезии и Словакии. Полотнище было передано дружине её будущим командиром подполковником Иосифом Созентовичем в день Святого Вацлава 28 сентября 1914 года. В это же время знамя Чешской дружины, по русскому воинскому обычаю было торжественно прибито к древку золотыми гвоздями. Первый из них был вбит русским генералом Николаем Александровичем Ходоровичем, начальником штаба Киевского военного округа и командующим Киевской областью, который настаивал на создании Чешской дружины и который сам лично руководил организацией этого формирования в самом начале, и в соответствии с традищией освящено православными священниками.

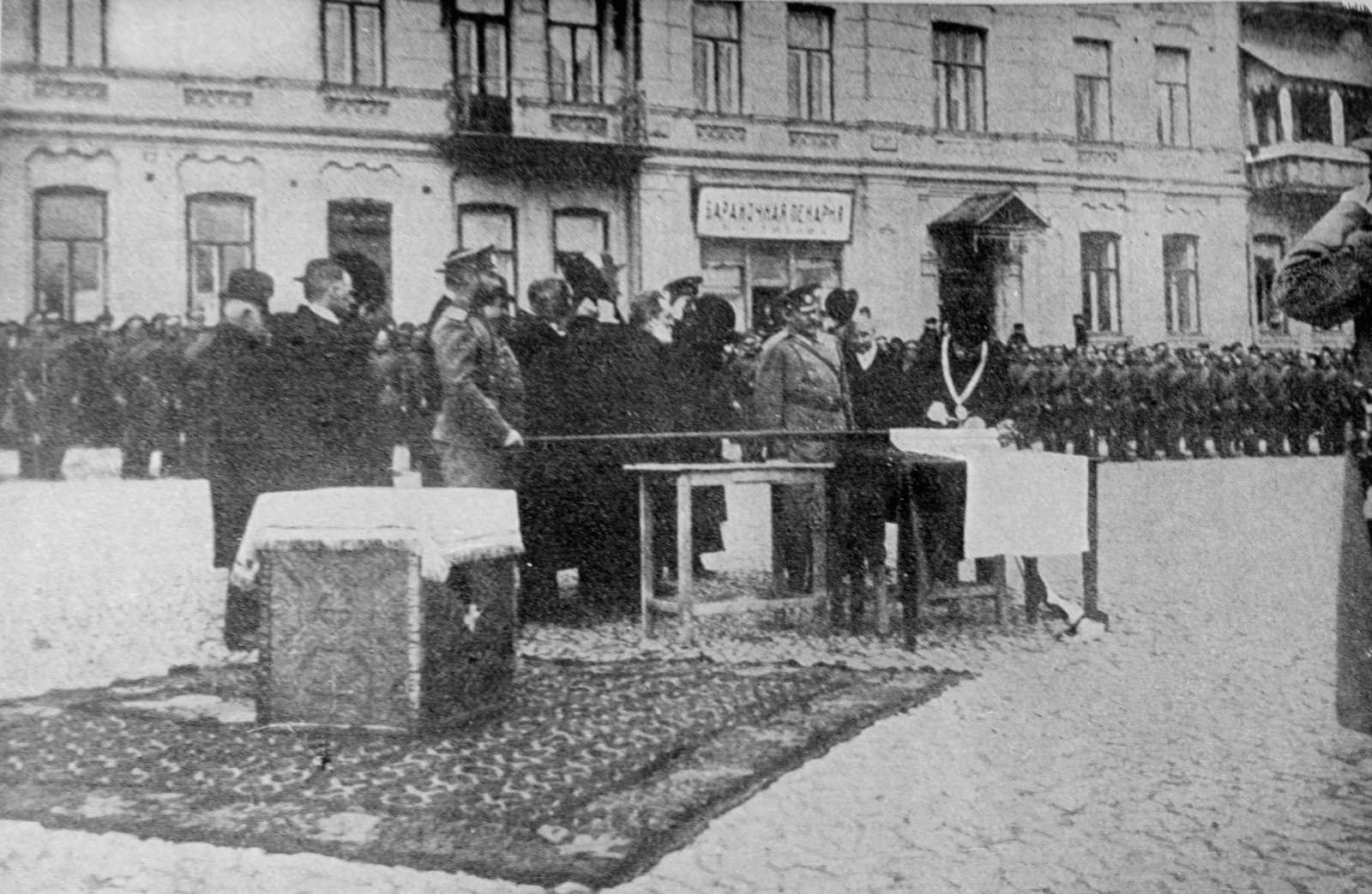
Церемония[англ.] прибивки полотнища знамени к древку
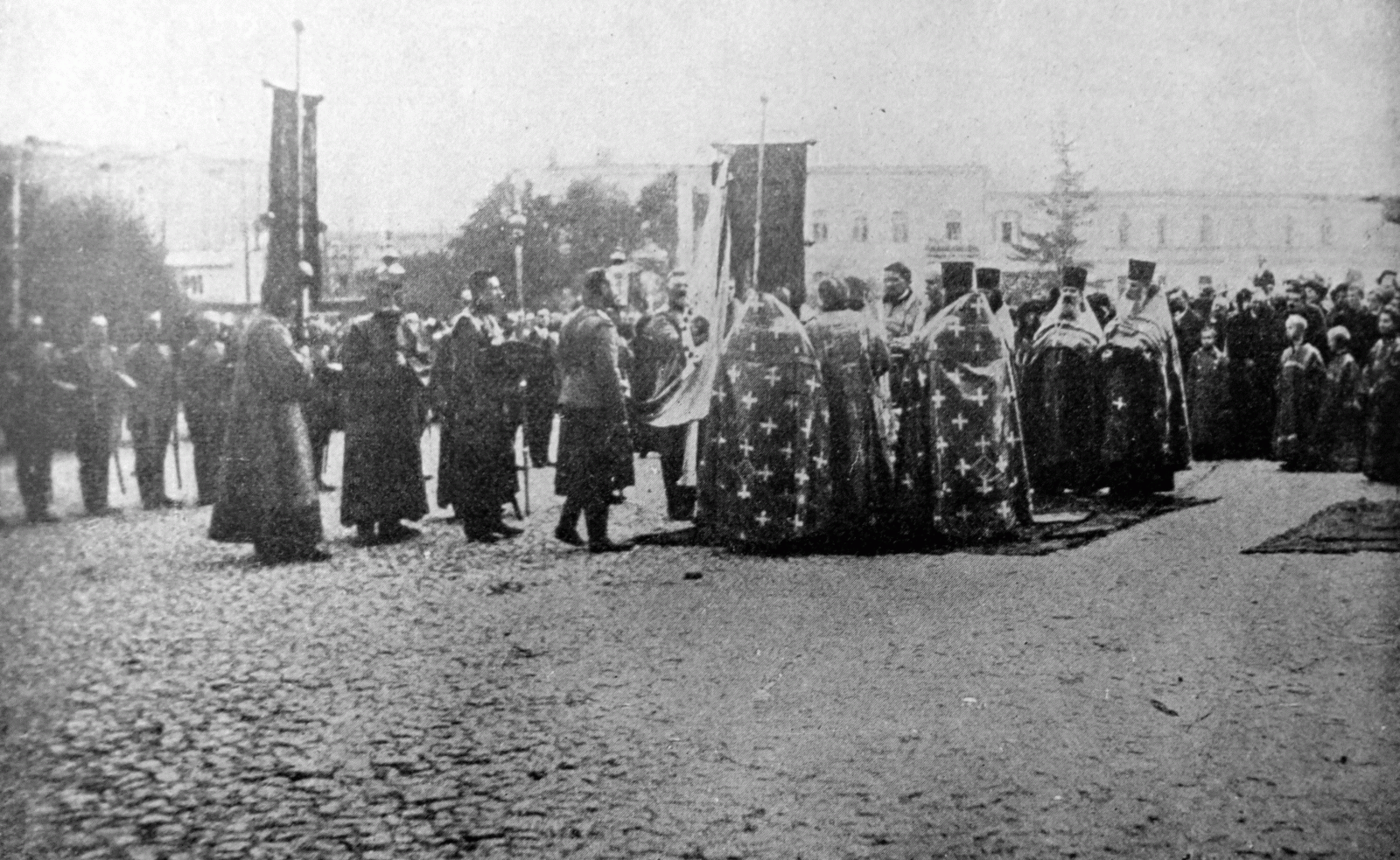
Освящение боевого знамени батальона
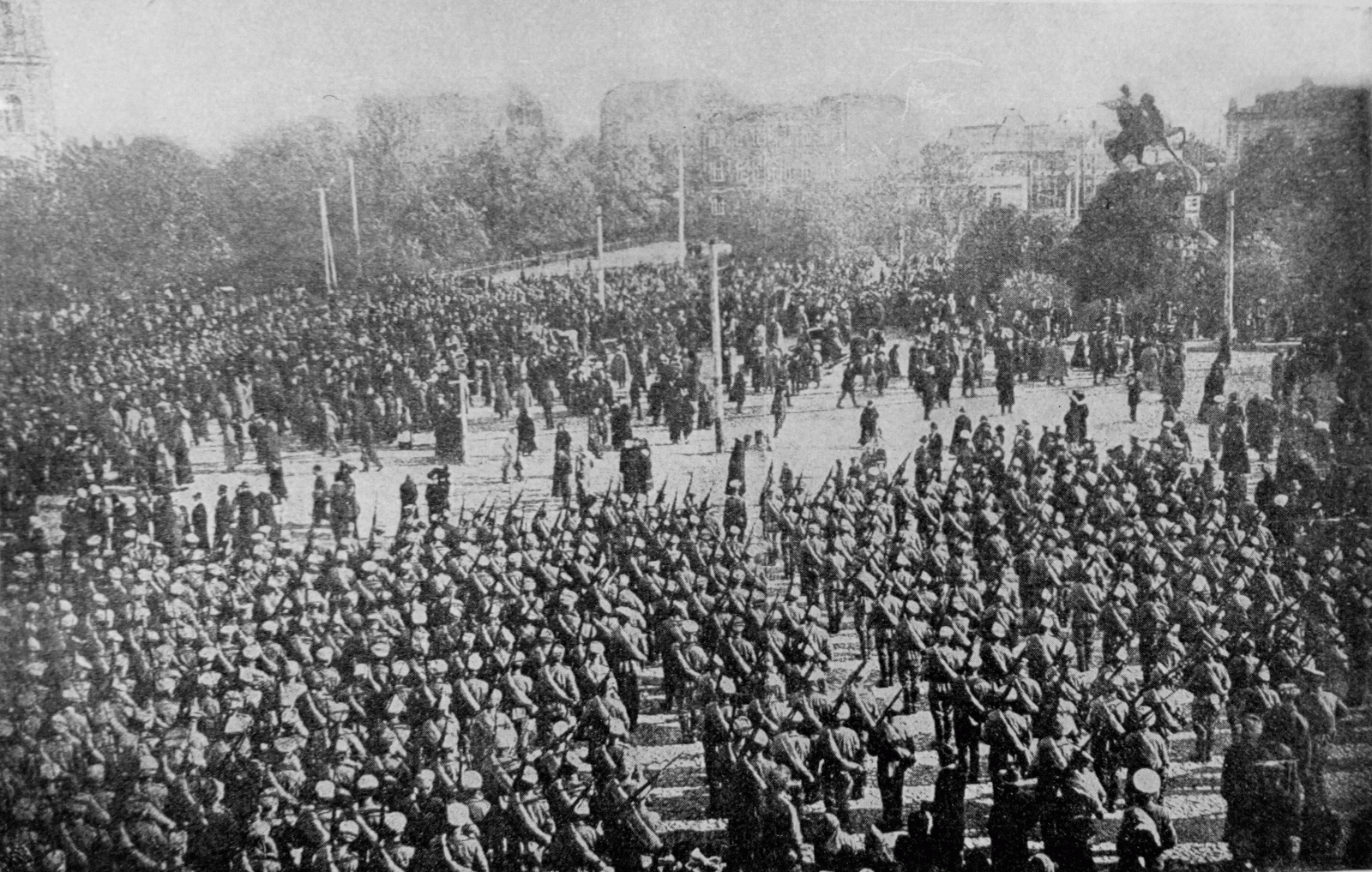
Принятие присяги личным составом
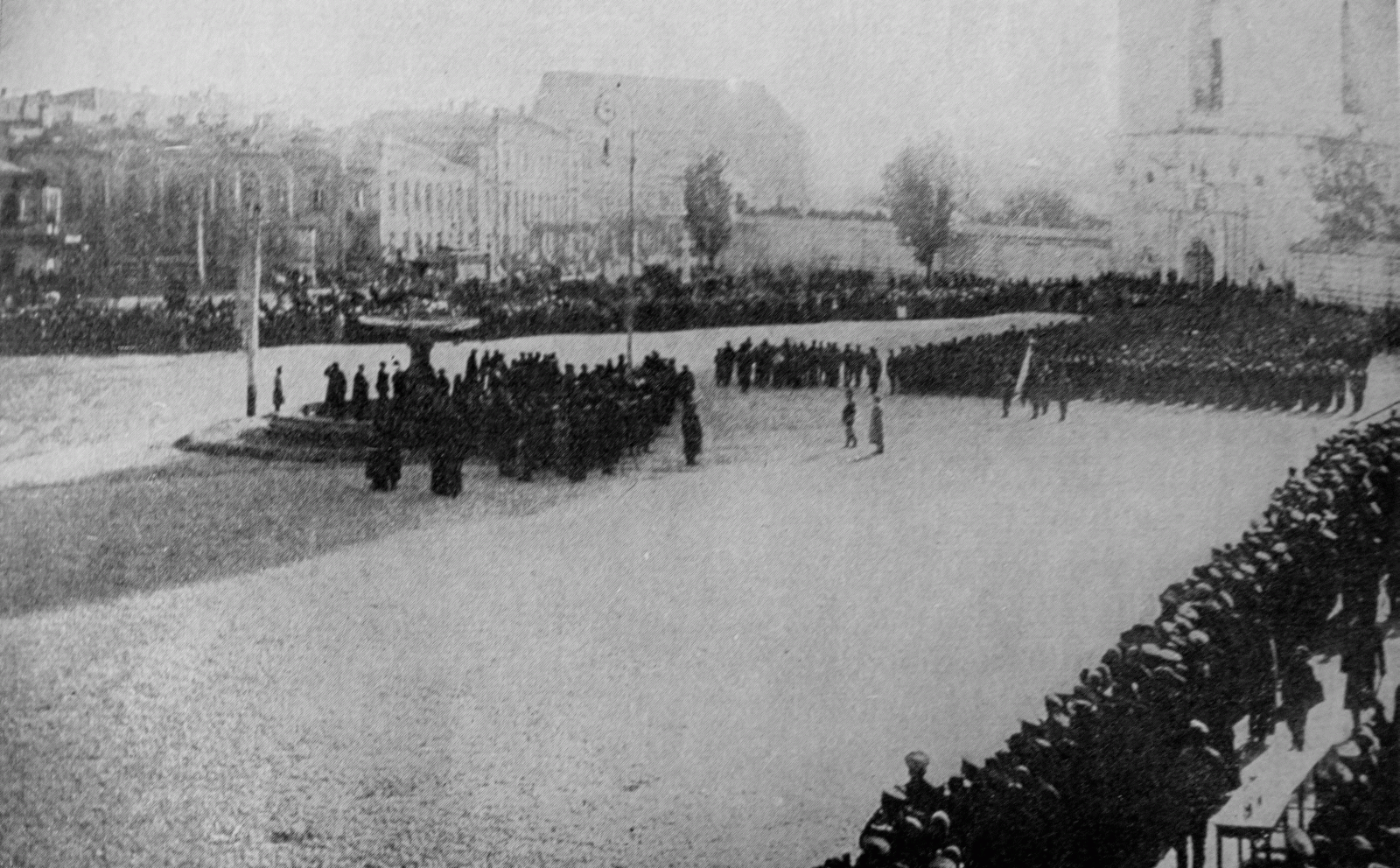
Общий вид площади во время торжества
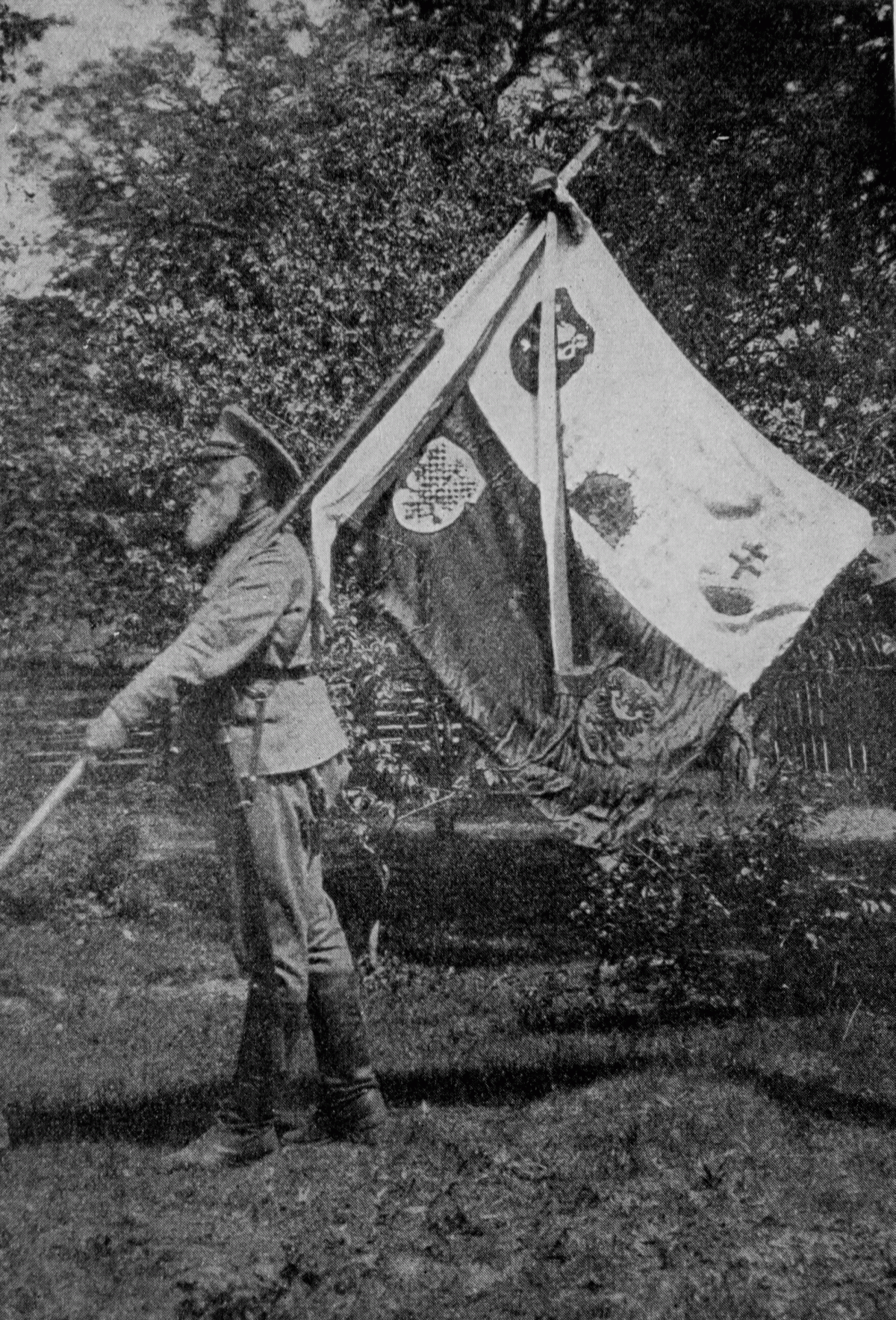
Прапорщик Ярослав Г(Х)ейдук (Jaroslav Heyduk) со знаменем части